# Bezirk Jaroslau

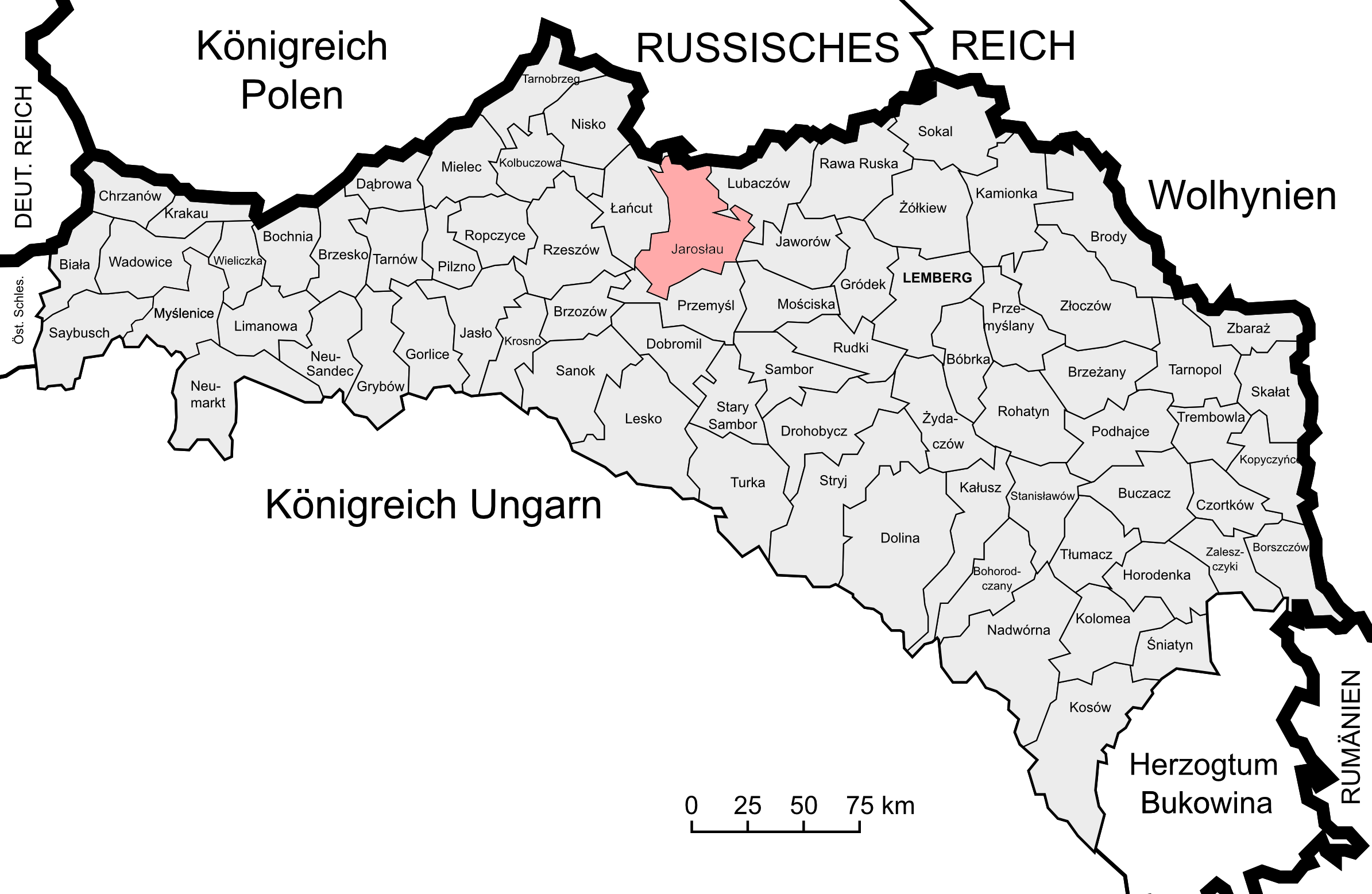
Lage des Bezirks Jaroslau im Kronland Galizien und Lodomerien

Der Bezirk Jaroslau war ein politischer Bezirk im Kronland Galizien und Lodomerien. Sein Gebiet umfasste Teile Ostgaliziens im heutigen Polen (Powiat Jarosław), Sitz der Bezirkshauptmannschaft war die Stadt Jaroslau. Nach dem Ersten Weltkrieg musste Österreich den gesamten Bezirk an Polen abtreten, hier sind große Teile heute im Powiat Jarosławski zu finden.
Er grenzte im Norden an das Russische Kaiserreich, im Osten an den Bezirk Cieszanów, im Südosten an den Bezirk Jaworów, im Süden an den Bezirk Przemyśl sowie im Westen an den Bezirk Łańcut.

## Geschichte
Ein Vorläufer des späteren Bezirks (Verwaltungs- und Justizbehörde zugleich) wurde zum Ende des Jahres 1850 geschaffen, die Bezirkshauptmannschaft Jaroslau war dem Regierungsgebiet Lemberg unterstellt und umfasste folgende Gerichtsbezirke:
- Gerichtsbezirk Jaroslau
- Gerichtsbezirk Radymno
- Gerichtsbezirk Sieniawa

Nach der Kundmachung im Jahre 1854 kam es am 29. September 1855 zur Einrichtung des Bezirksamtes Jaroslau (weiterhin für Verwaltung und Gerichtsbarkeit zuständig) innerhalb des Kreises Przemyśl.
Nachdem die Kreisämter Ende Oktober 1865 abgeschafft wurden und deren Kompetenzen auf die Bezirksämter übergingen, schuf man nach dem Österreichisch-Ungarischen Ausgleich 1867 auch die Einteilung des Landes in zwei Verwaltungsgebiete ab. Zudem kam es im Zuge der Trennung der politischen von der judikativen Verwaltung zur Schaffung von getrennten Verwaltungs- und Justizbehörden. Während die gerichtliche Einteilung weitgehend unberührt blieb, fasste man Gemeinden mehrerer Gerichtsbezirke zu Verwaltungsbezirken zusammen. 
Der neue politische Bezirk Jaroslau wurde aus folgenden Bezirken gebildet:
- Bezirk Jaroslau (mit 45 Gemeinden)
- Bezirk Sieniawa (mit 33 Gemeinden)
- Teilen des Bezirks Radymno (mit 23 Gemeinden)
- Teilen des Bezirks Krakowice (Gemeinden Chotyniec mit Dąbrowice und Załazie, Gwoźnica Dolna, Gwoźnica Górna, Lutcza und Zyżnów)
- Teilen des Bezirks Przeworsk (Gemeinde Żurawiczki Długie)

Der Bezirk Jaroslau bestand bei der Volkszählung 1910 aus 114 Gemeinden sowie 102 Gutsgebieten und umfasste eine Fläche von 1347 km². Hatte die Bevölkerung 1900 noch 136.573 Menschen umfasst, so lebten hier 1910 150.301 Menschen. Auf dem Gebiet lebten dabei mehrheitlich Menschen mit polnischer Umgangssprache (66 %) und römisch-katholischem Glauben, Juden machten rund 10 % der Bevölkerung aus (typische Schtetle waren Pruchnik Miasto, Sieniawa, und Radymno).

## Ortschaften
Auf dem Gebiet des Bezirks bestand 1900 Bezirksgerichte in Jaroslau, Pruchnik, Radymno und Sieniawa, diesen waren folgende Orte zugeordnet:
Gerichtsbezirk Jaroslau:
- Boratyn
- Chłopice
- Cieszacin Mały bestehend aus den Ortsteilen Cieszacin Mały und Kisielów
- Jankowice
- Stadt Jaroslau
- Kidałowice
- Koniaczów
- Kruhel Pawłosiowski
- Łapajówka
- Łowce
- Makowisko
- Morawsko
- Munina
- Ożańsko
- Pawłosiów
- Pełkinie
- Pełnatycze
- Piwoda
- Rożniatów
- Rozwienica
- Rudołowice
- Ryszkowa Wola
- Sobiecin
- Surochów
- Szczytna
- Szówsko bestehend aus den Ortsteilen Setna und Szówsko
- Tuczępy
- Tywonia
- Wierzbna
- Wola Rozwieniecka
- Zarzecze
- Żurawiczki

Gerichtsbezirk Pruchnik:
- Bystrowice bestehend aus den Ortsteilen Bystrowice und Więckowice
- Cząstkowice
- Czelatyce
- Czudowice
- Hawłowice bestehend aus den Ortsteilen Hawłowice Dolne und Hawłowice Górne
- Jodłówka
- Kramarzówka
- Markt (Miasto) Pruchnik
- Pruchnik Wieś
- Rączyna
- Rokietnica
- Rozbórz Długi
- Rozbórz Okrągły
- Rzeplin
- Świebodna
- Tuligłowy
- Tyniowice bestehend aus den Ortsteilen Chorzów und Tyniowice
- Węgierka
- Wola Węgierska

Gerichtsbezirk Radymno:
- Bobrówka
- Ciemierzowice
- Czerniawka
- Dmytrowice
- Dobkowice
- Duńkowice
- Grabowiec
- Kaszyce
- Korzenica
- Laszki
- Łazy bestehend aus den Ortsteilen Łazy und Moszczany
- Lutków
- Michałówka
- Miękisz Nowy
- Miękisz Stary
- Nienowice
- Nowa Grobla
- Ostrów
- Markt Radymno
- Skołoszów
- Sośnica
- Święte
- Tapin
- Tuchla
- Wietlin
- Wysocko
- Zabłotce
- Zadąbrowie
- Zaleska Wola
- Zamiechów
- Zamojsce

Gerichtsbezirk Sieniawa:
- Adamówka
- Cetula
- Cieplice
- Czerwona Wola
- Dąbrowica
- Dobcza
- Dobra
- Dybków
- Krasne
- Leżachów
- Majdan Sieniawski
- Manasterz
- Mołodycz
- Nielepkowice
- Pawłowa
- Piskorowice
- Radawa
- Rudka
- Markt Sieniawa
- Słoboda
- Surmaczówka
- Wiążownica
- Wola Buchowska
- Wola Pełkińska
- Wylewa
- Zaradawa